# Devil in a Woodpile
Devil in a Woodpile est un groupe originaire de Chicago dans l'Illinois signé chez Bloodshot Records.

## Biographie
Sherry Rick et Tom Ray ont commencé à jouer ensemble au début des années 1990 dans le cadre du Trio LaBotz Jake. À la suite de la dissolution de ce groupe, Sherry Rick et Tom Ray rejoignirent Honeyboy Edwards pour former leur nouveau groupe Devil in a Woodpile qui connut un vif succès à Chicago et joua fréquemment des concerts au The Hideout. Le groupe sort son premier album en 1998 puis un deuxième en 2000. Peu après cela, ils ont voyagé avec Son Volt à travers les États-Unis.
Paterson, originaire de Madison dans le Wisconsin les a rejoints lorsque le groupe a sorti son troisième disque pour Bloodshot en 2005. Gary Schepers (tuba) ou Beau Sample (basse) jouent souvent avec le groupe quand Tom Ray n'est pas disponible.

## Discographie
- Devil in a Woodpile (Bloodshot Records, 1998)
- Division Street (Bloodshot, 2000)
- In Your Lonesome Town (Bloodshot, 2005)